# Liste der Spreetunnel
Trotz des schwierigen Baugrundes im Berliner Urstromtal gibt es in Berlin zahlreiche Tunnel unter der Spree. Diese Tunnel erstrecken sich vom Ortsteil Friedrichshagen flussabwärts bis nach Charlottenburg.
Insgesamt gibt es 17 Spreetunnel. Davon sind zwei nicht mehr benutzbar, zwei dienen Versorgungsleitungen, einer dem nichtöffentlichen Verkehr der Regierungsgebäude, einer ist eine nichtöffentliche Betriebsstrecke der U-Bahn, ein weiterer derzeit noch im Bau. Die übrigen zehn Tunnel sind öffentlich zugänglich: einer für Fußgänger, einer für den Straßenverkehr, einer für den Eisenbahnverkehr, einer für die S-Bahn und sechs für die U-Bahn.
Für einen 18. Spreetunnel gibt es konkrete Planungen, nämlich für die Verlängerung der derzeit gebauten S-Bahn-Strecke S21 (Nordring – Hauptbahnhof) bis zum Potsdamer Platz.

## Fußgängertunnel Friedrichshagen

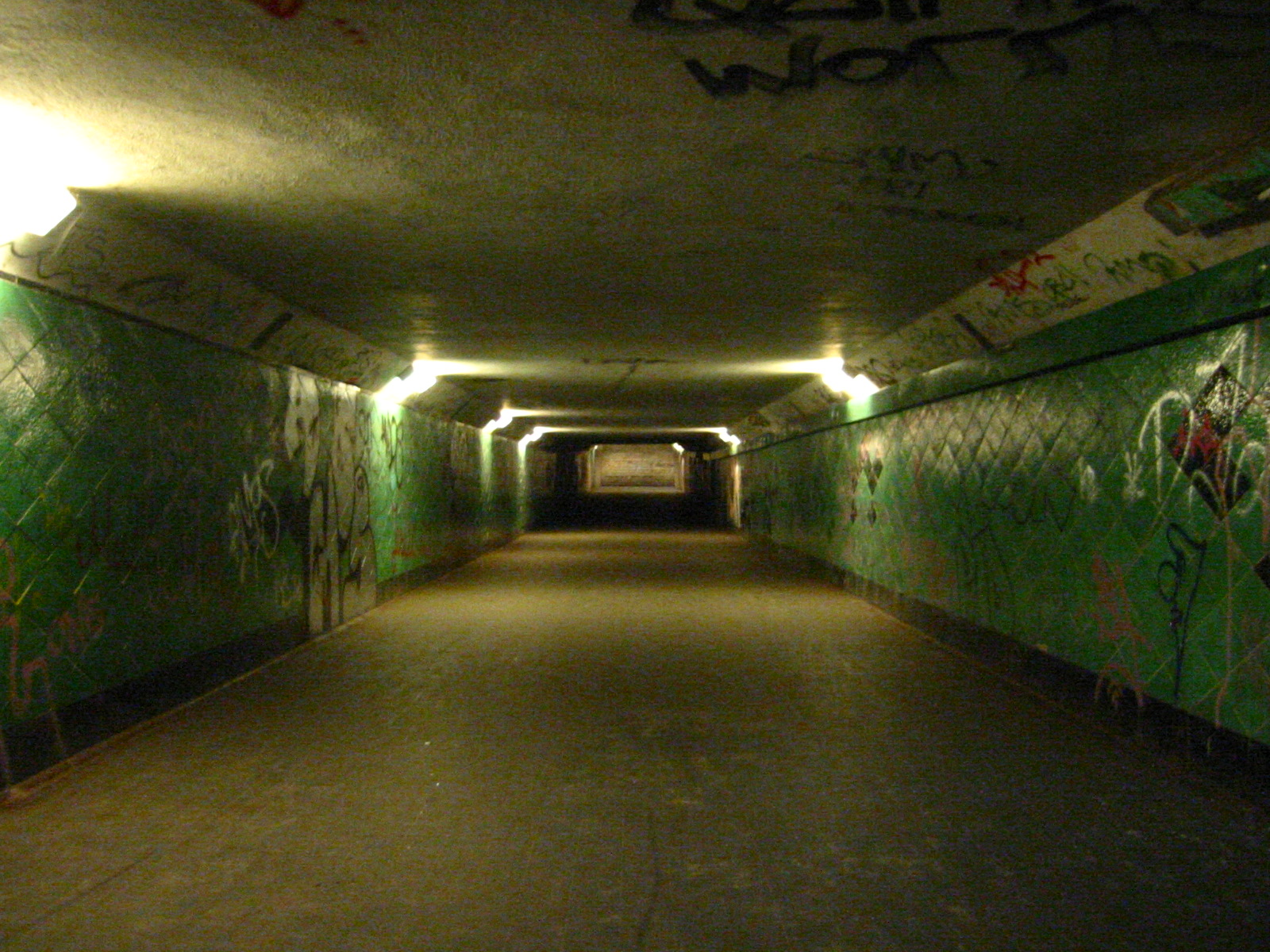
Spreetunnel Friedrichshagen

Der Spreetunnel Friedrichshagen ist ein Fußgängertunnel, der gleich hinter dem Ausfluss der Spree aus dem Müggelsee das Naherholungsgebiet am Südufer des Sees mit dem Berliner Ortsteil Friedrichshagen verbindet. Erbaut wurde der Tunnel 1926–1927 in Senkkasten-Bauweise.

## Abwasserdruckleitung Biesdorf – Waßmannsdorf
In Schildvortrieb gebauter, insgesamt 18 km langer, gefluteter Tunnel mit zwei Abwasserdruckrohren. Er ersetzte 2003 das Klärwerk Falkenberg und unterquert die Spree parallel zur Treskowbrücke in Schöneweide.

## Straßenbahntunnel Stralau – Treptow
Der Spreetunnel zwischen Stralau und Treptow war ein Straßenbahntunnel. Dieser Tunnel wurde in den Jahren 1895–1899 im Schildvortriebsverfahren errichtet und war der erste Tunnel unter der Spree. Im Zweiten Weltkrieg wurde der Tunnel stark beschädigt und unbrauchbar. Die Rampen wurden beseitigt, der Zustand des Tunnels ist größtenteils ungewiss.

## U-Bahn-Tunnel Strecke D (U8)
Der U-Bahn-Tunnel der Strecke D, befahren von der Linie U8, befindet sich direkt unter der Jannowitzbrücke. Er wurde in den Jahren 1927–1930 in offener Bauweise errichtet und am 18. April 1930 mit der Streckenverlängerung von U-Bahnhof Neanderstraße (heute: Heinrich-Heine-Straße) nach Gesundbrunnen in Betrieb genommen.

## U-Bahn-Verbindungstunnel der Strecken D und E (Waisentunnel)

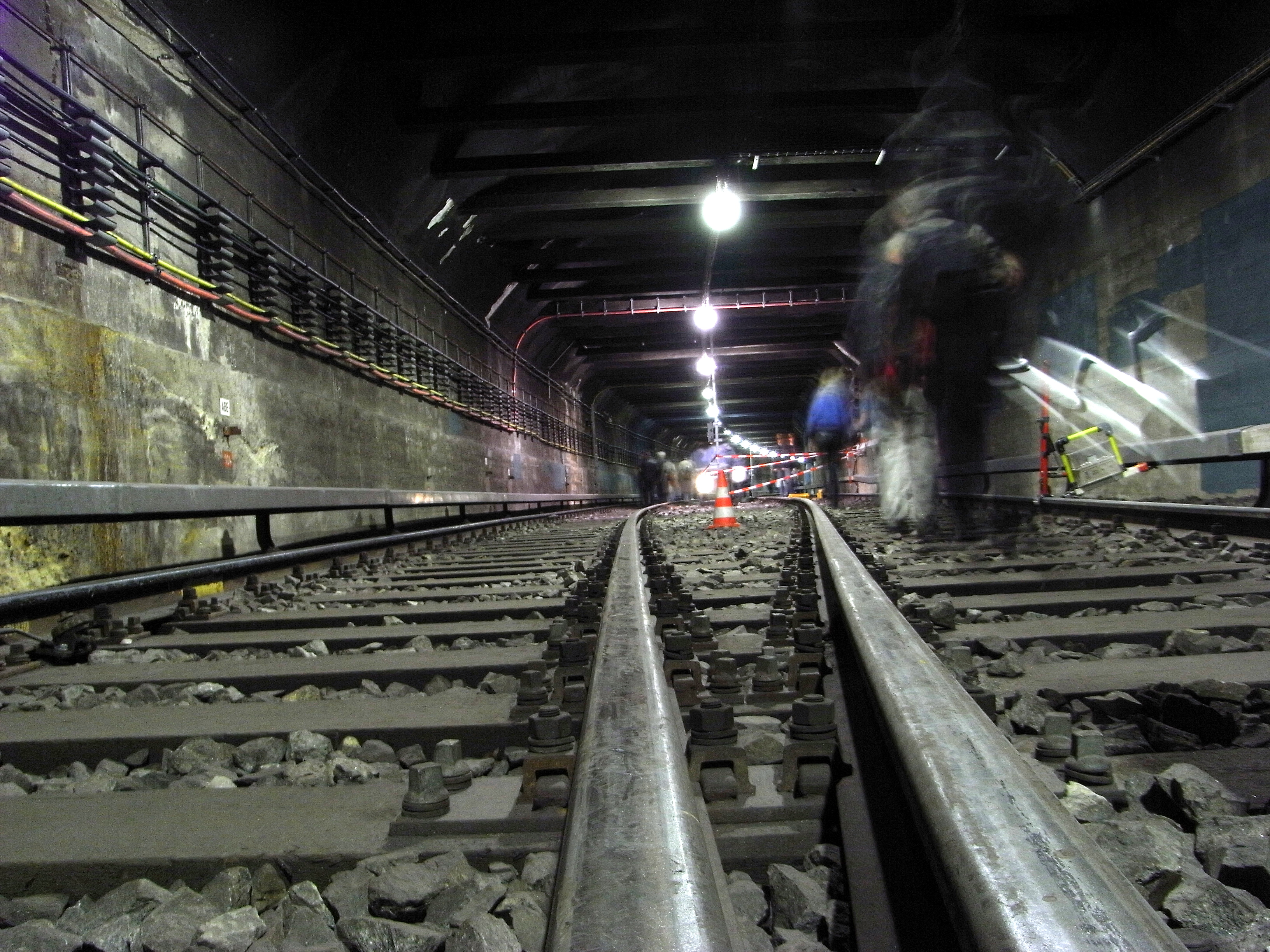
U-Bahn-Verbindungstunnel der Strecken D und E

Der U-Bahn-Verbindungstunnel zwischen den Strecken D und E resultiert aus einer ursprünglich abweichenden Linienführung der Strecke D. Während des Ersten Weltkriegs errichtete die AEG-Schnellbahn A.G. diesen Tunnel. Er verläuft schräg unter der Spree von der Littenstraße in die Brückenstraße. Aufgrund wirtschaftlicher Schwierigkeiten infolge des Krieges musste jedoch die AEG-Schnellbahn A.G. liquidiert werden und konnte den U-Bahn-Bau nicht vollenden. Als die Stadt Berlin 1926 den Bau an dieser Linie wieder aufnahm, wurde die Streckenführung geändert und der vorhandene Tunnel nur noch als betriebliche Verbindung zwischen den Strecken D (heute: Linie U8) und E (heute: Linie U5) genutzt.
Der Tunnel wurde durch die Siemens-Bauunion nach einem von ihr patentierten Bauverfahren errichtet. Unter Wasser wurde eine Betondecke in den Spreegrund gegossen und dann unter Absenkung des Grundwassers das Erdreich unter der Betonplatte ausgehoben. So konnte eine Beeinträchtigung der Schifffahrt auf ein Minimum reduziert werden.
Dieser Tunnel wird auch als „Waisentunnel“ bezeichnet.

## Bewag-Tunnel

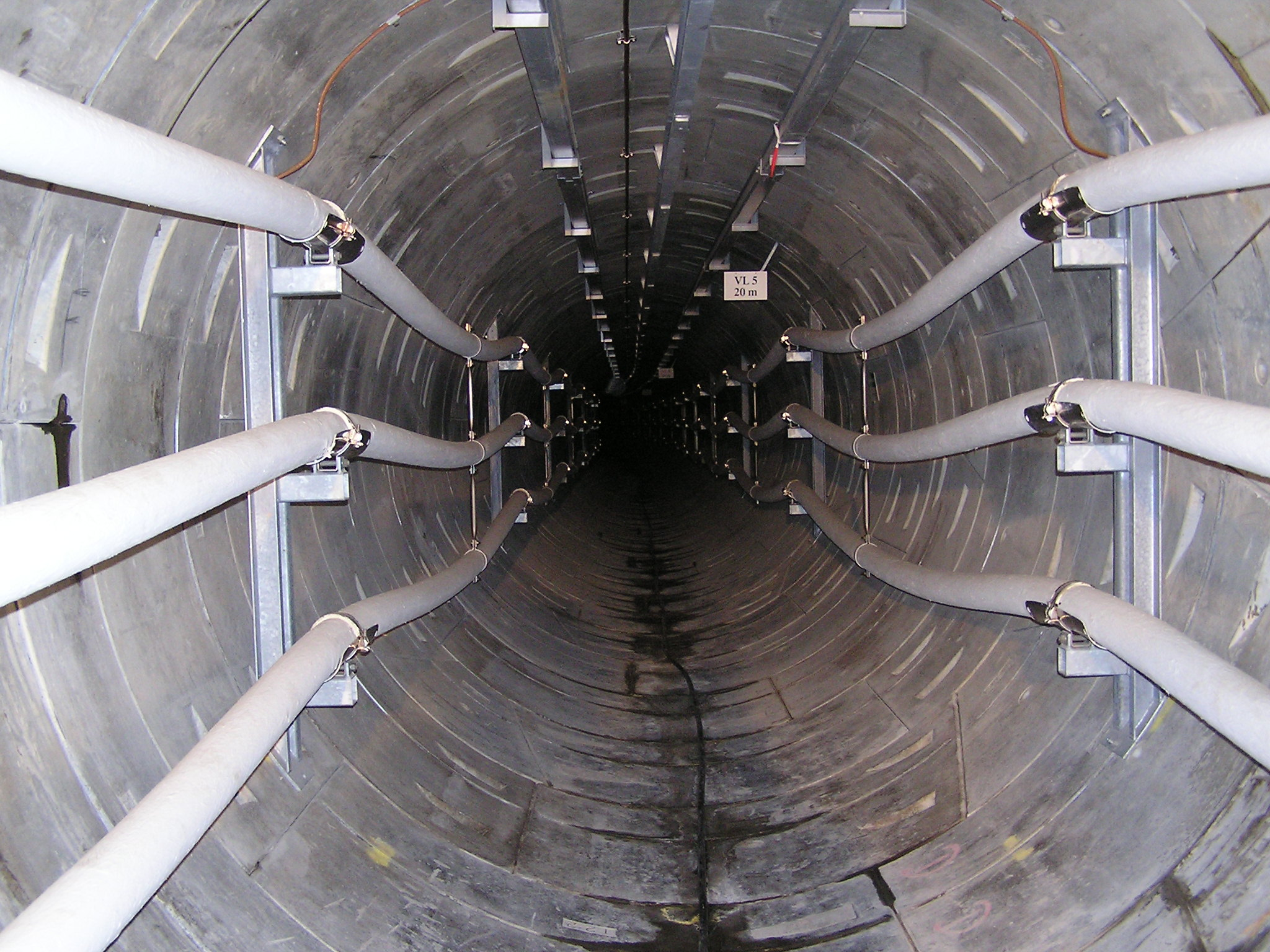
Bewag-Tunnel

Der Bewag-Tunnel stellt eine 380-kV-Verbindung zwischen den Umspannwerken Friedrichshain und Mitte der 50Hertz Transmission (ehemals: Bewag, später: Vattenfall) dar und dürfte der „unbekannteste“ Spreetunnel sein. Er wurde zwischen 1994 und 1999 im Schildvortriebsverfahren errichtet, weist einen Durchmesser von gut drei Metern auf und kreuzt die Spree in rund 25 Meter Tiefe im Bereich zwischen Littenstraße und Märkischem Ufer.

## U-Bahn-Tunnel Strecke A (U2)
Der erste U-Bahn-Tunnel unter der Spree wurde in den Jahren 1910–1913 zwischen dem Märkischen Ufer und dem Rolandufer in gerader Verlängerung der Klosterstraße in offener Bauweise errichtet. Heute verkehrt dort die Linie U2.

## Mühlendammtunnel
Beim Neubau der Mühlendammschleuse in den 1930er Jahren wurde auch eine geplante U-Bahn-Strecke, die vom Alexanderplatz durch die Leipziger Straße zum Potsdamer Platz führen sollte, berücksichtigt. Ab 1937 wurde deshalb ein Rohbau errichtet, der vom Südufer der Spree diese schräg etwa zur Hälfte unterquerte. Dieser Tunnel war rund 100 m lang.
Nach der Wiedervereinigung Berlins wurden Planungen, die dieses Tunnelstück berücksichtigten, aufgegeben. Um das Grundstück verkaufen und bebauen zu können, wurde der Tunnel 1997 mit Beton verfüllt.

## U-Bahn-Tunnel Strecke E (U5)
Verlängerung der Linie U5, zwischen den neuerrichteten U-Bahnhöfen Rotes Rathaus und Museumsinsel. Da die Spree auf Höhe der Spreeinsel unterfahren wird, schließt sich westlich an den Spreetunnel ein weiterer unter dem Spreekanal an. Die Eröffnung erfolgte 2020.

## Nord-Süd-Tunnel der S-Bahn
Im Zuge des Baus einer unterirdischen S-Bahn-Verbindung von den Kopfbahnhöfen Anhalter und Potsdamer Bahnhof durch die Innenstadt zum Stettiner Bahnhof wurde in der Nähe der heutigen Ebertbrücke auch die Spree unterfahren. Der Tunnel wurde von 1934 bis 1936 in offener Bauweise errichtet.

## U-Bahn-Tunnel Strecke C (U6)
Die U-Bahn-Strecke C, heute befahren von der Linie U6, kreuzt im Verlauf der Friedrichstraße unter der Weidendammer Brücke die Spree. Die Spreequerung wurde von Ende 1916 bis Mitte 1921 in drei Bauabschnitten in offener Bauweise errichtet. 1917 ruhten jedoch die Bauarbeiten komplett und auch in den Folgejahren kam es durch den Ersten Weltkrieg immer wieder zu Unterbrechungen der Bautätigkeit.
Die Weidendammer Brücke wurde für den Bau des U-Bahn-Tunnels abgebrochen und danach in neuer Form wieder aufgebaut. Während der Bauarbeiten befand sich spreeabwärts zwischen Schiffbauerdamm und Reichstagufer eine Behelfsbrücke.

## Versorgungstunnel Regierungsviertel

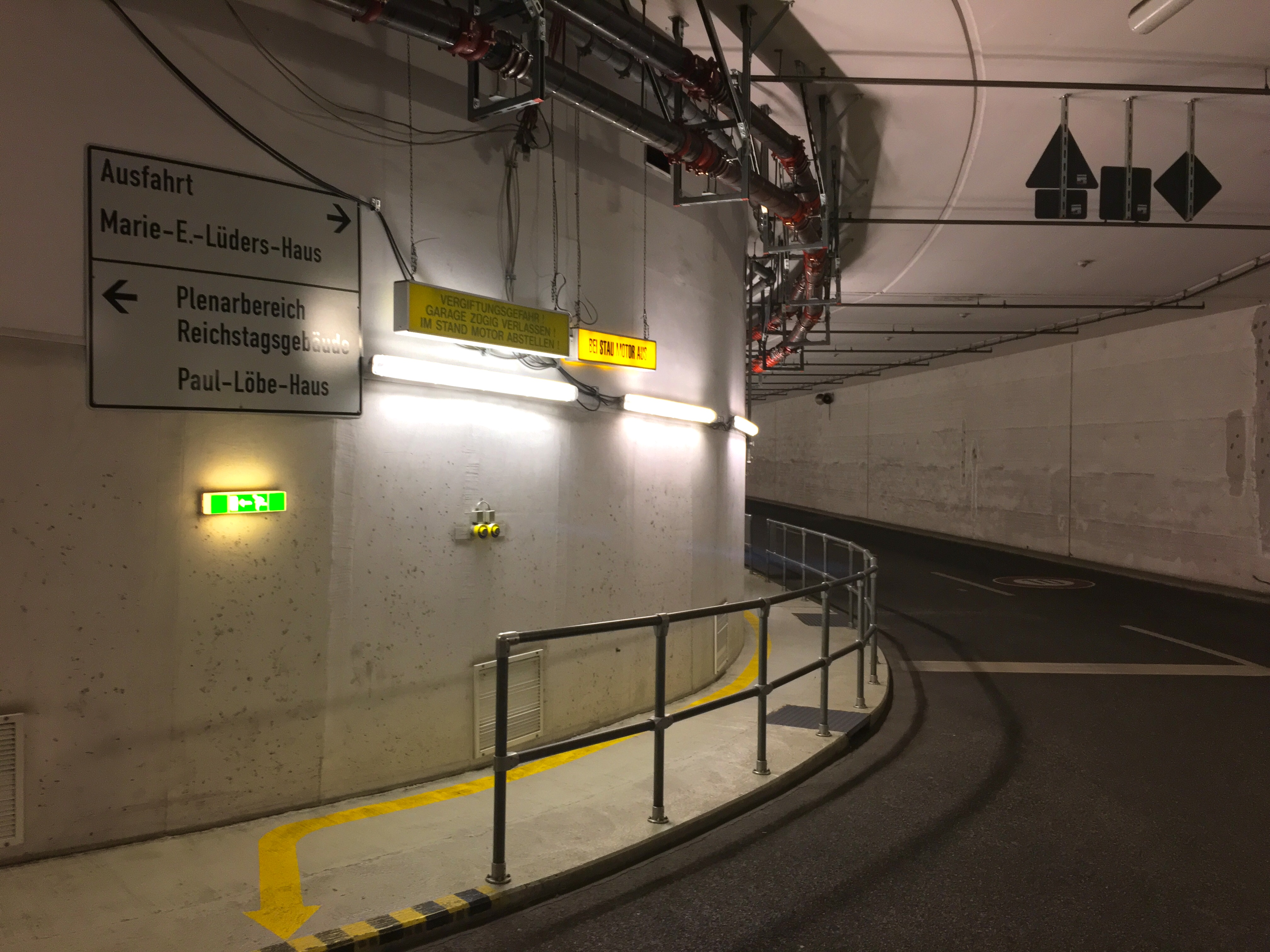
Ausfahrt aus dem Unterirdischen Erschließungssystem (UES) des Deutschen Bundestages. Die gelbe Markierung auf dem Boden weist Fußgängern den Weg vom Jakob-Kaiser-Haus zum Marie-Elisabeth-Lüders-Haus.

Zwischen 1997 und 2001 wurde ein unterirdisches Erschließungssystem (UES) für das Regierungsviertel errichtet. Diese Tunnel verbinden Marie-Elisabeth-Lüders-Haus, Jakob-Kaiser-Haus, Reichstagsgebäude und Paul-Löbe-Haus.
Die Spree unterquert ein Tunnel westlich der Marschallbrücke, ungefähr in der östlichen Bauflucht des Marie-Elisabeth-Lüders-Hauses. Der Tunnel weist eine lichte Höhe von mindestens 4,2 m und eine Breite von rund acht Metern auf. Er wurde im Senkkasten-Verfahren errichtet, wobei der Senkkasten am 27. März 1999 unter der Spree eingebracht wurde.

## U-Bahn-Tunnel Strecke E (U5)

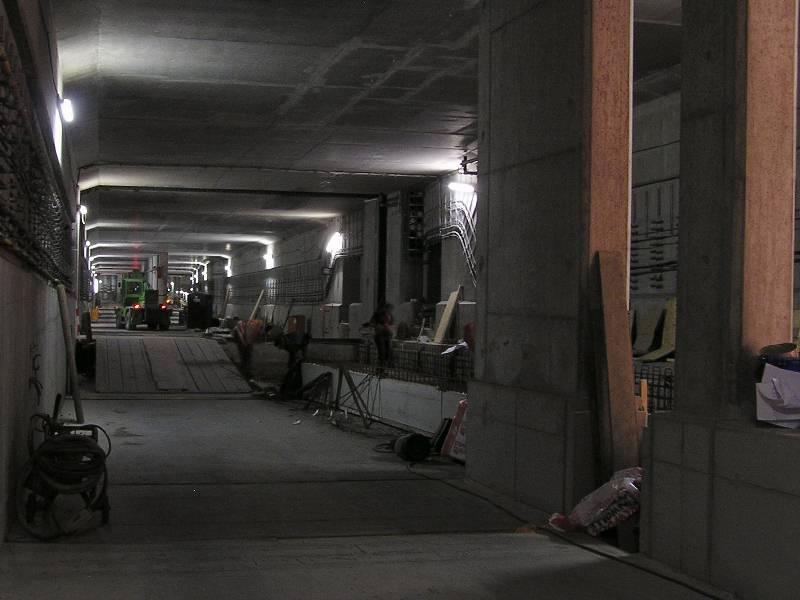
Innenausbau des U-Bahn-Tunnels direkt unter der Spree

Die Verlängerung der U-Bahn-Strecke E vom Alexanderplatz bis zum Hauptbahnhof ist auf dem Abschnitt vom Brandenburger Tor zum Hauptbahnhof seit 2009 fertiggestellt. In diesem Abschnitt unterquert die U-Bahn direkt südlich des Hauptbahnhofs die Spree. Der Tunnel wurde in offener Bauweise zusammen mit den direkt benachbarten Tunneln der Fernbahn und der Bundesstraße 96 von 1995 bis 2002 errichtet. Die Spree wurde hierfür zeitweise umgeleitet.
Die U-Bahn-Linie U55 zwischen den Stationen Hauptbahnhof und Brandenburger Tor wurde am 8. August 2009 eröffnet. Mit dem im Dezember 2020 fertiggestellten Lückenschluss der Strecke E zwischen Brandenburger Tor und Alexanderplatz wird nunmehr der Spreekanal, ein Seitenarm der Spree, südlich der Schloßbrücke und der Hauptarm der Spree nördlich der Rathausbrücke unterfahren.

## Fernbahntunnel
Der Tunnel Nord-Süd-Fernbahn verläuft vom Gleisdreieck bis zur Ausfahrt nördlich des Hauptbahnhofs. Er befindet sich teilweise unter dem Tiergarten und wird deshalb auch als einer der Tiergartentunnel bezeichnet.
Gebaut wurde der Fernbahntunnel von 1995 bis 2002 gemeinsam mit den Tunneln für die U-Bahn-Strecke E (heute: Linie U5) und die Bundesstraße 96. Die Spreeunterfahrung wurde in offener Bauweise, die restliche Tunnelstrecke hauptsächlich im Schildvortrieb erstellt. Im Bereich unter der Spree verlaufen die drei Tunnel parallel, wobei der Fernbahntunnel mit seinen vier Gleisen in der Mitte liegt. Der Regelbetrieb wurde am 28. Mai 2006 aufgenommen.

## Straßentunnel Bundesstraße 96
Der westlichste der drei südlich des Hauptbahnhofs die Spree unterfahrenden Tiergartentunnel ist der Tunnel Tiergarten Spreebogen (TTS) für die Bundesstraße 96. Er verläuft in Nord-Süd-Richtung von der Heidestraße bis zum Reichpietschufer. Umgangssprachlich wird dieser auch nur als „Tiergartentunnel“ bezeichnet.
Errichtet wurde er in den Jahren 1995–2003 in offener Bauweise. Der Tunnel wurde im Jahr 2006 in Betrieb genommen.

## U-Bahn-Tunnel Strecke G (U9)
Westlich der Lessingbrücke unterquert die U-Bahn-Strecke G, auf der heute die Linie U9 verkehrt, zwischen den Bahnhöfen Hansaplatz und Turmstraße die Spree. Der Bau des Streckenabschnitts zwischen den Bahnhöfen Spichernstraße und Leopoldplatz mit dem Spreetunnel wurde am 23. Juni 1955 begonnen. Die Inbetriebnahme erfolgte am 28. August 1961.
Der Bau des Spreetunnels erfolgte mit Rücksicht auf die Schifffahrt in zwei Bauabschnitten in offener Bauweise.

## U-Bahn-Tunnel Strecke H (U7)
Der westlichste Spreetunnel ist der Tunnel im Verlauf der U-Bahn-Strecke H, der durch die Linie U7 befahren wird. Er liegt östlich der Caprivibrücke im Zuge der Wintersteinstraße zwischen den U-Bahnhöfen Richard-Wagner-Platz und Mierendorffplatz.
Dieser Spreetunnel wurde von Oktober 1974 bis November 1978 gebaut. Damit die Baustelle für die Binnenschifffahrt passierbar blieb, geschah dies in zwei Bauabschnitten. Zur Anwendung kam hier jedoch die Senkkastenbauweise, wobei für jede Richtung eingleisige Tunnelkästen versenkt wurden. Der Tunnel wurde am 1. Oktober 1980 in Betrieb genommen.